# Pachypodium bispinosum
Pachypodium bispinosum là một loài thực vật có hoa trong họ La bố ma. Loài này được (L.f.) A.DC. mô tả khoa học đầu tiên năm 1844.

## Hình ảnh

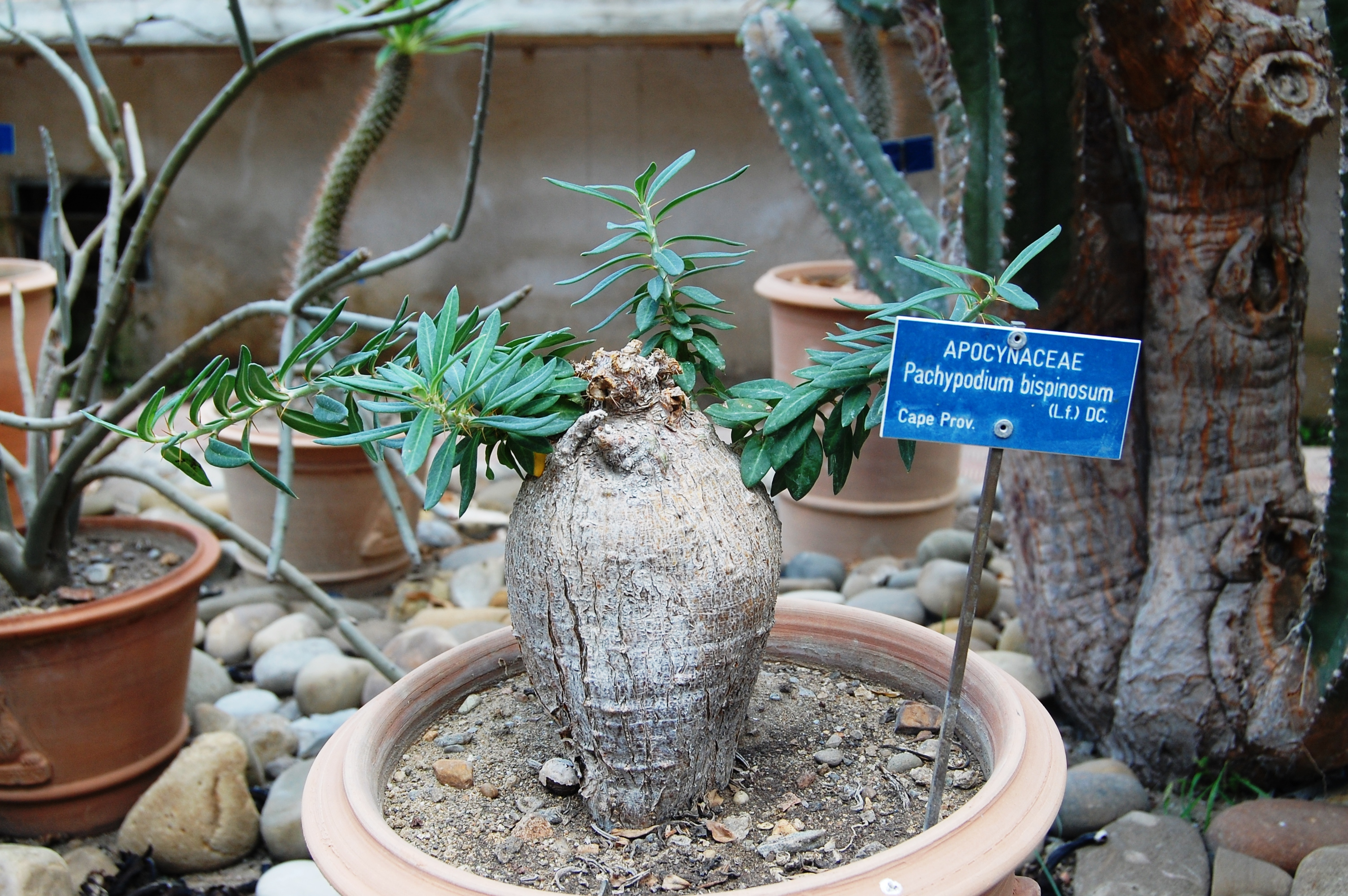
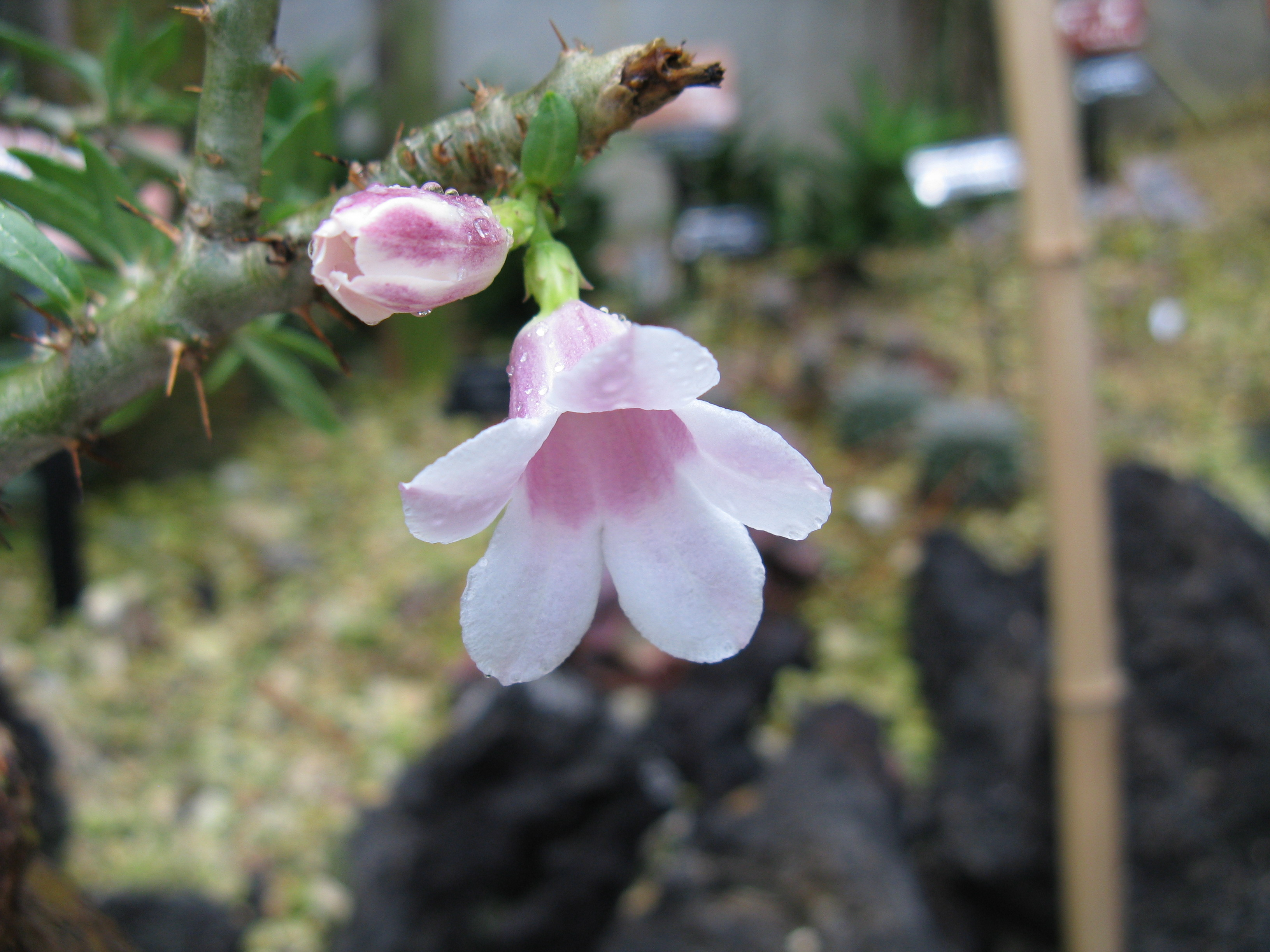
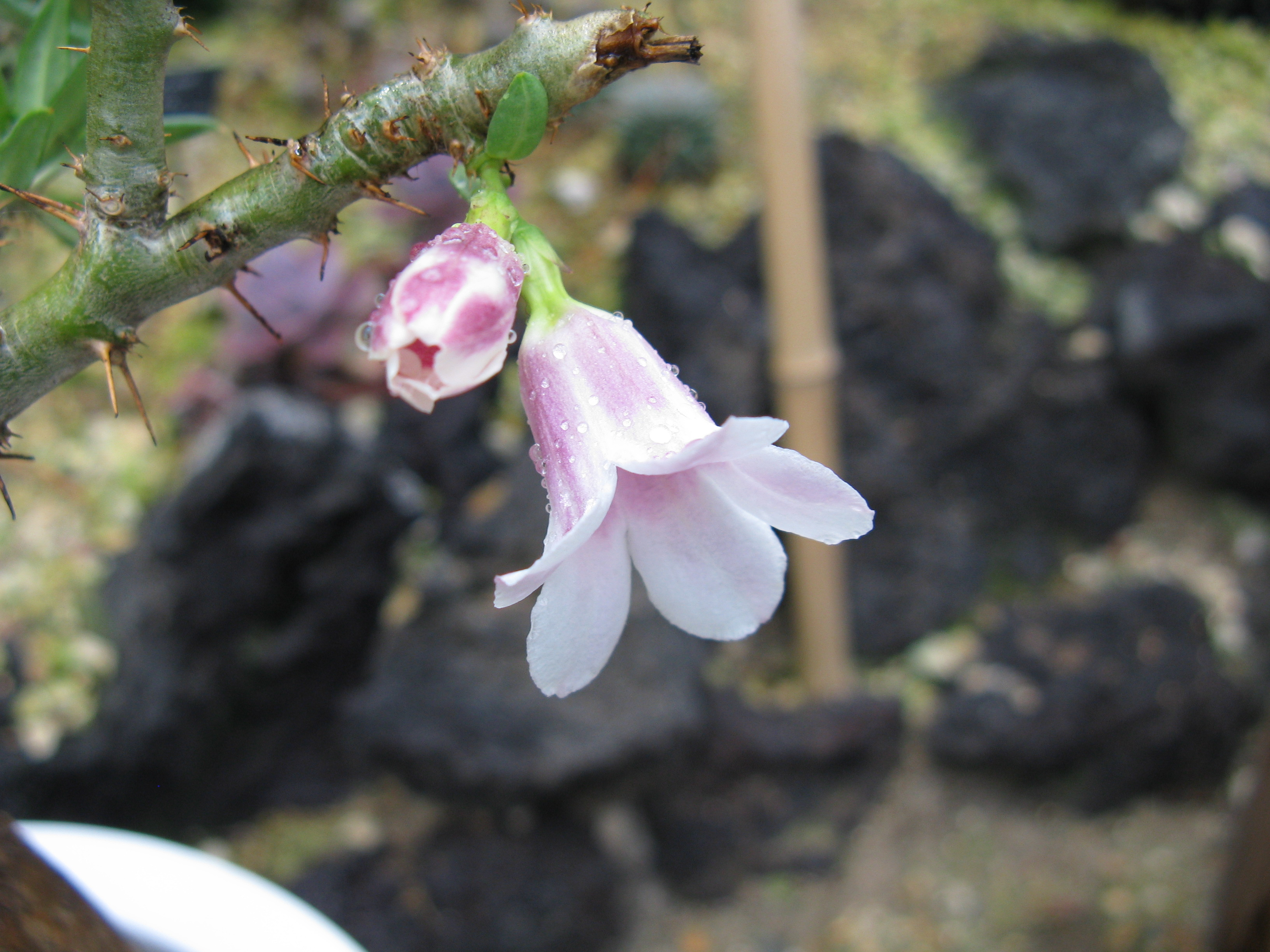
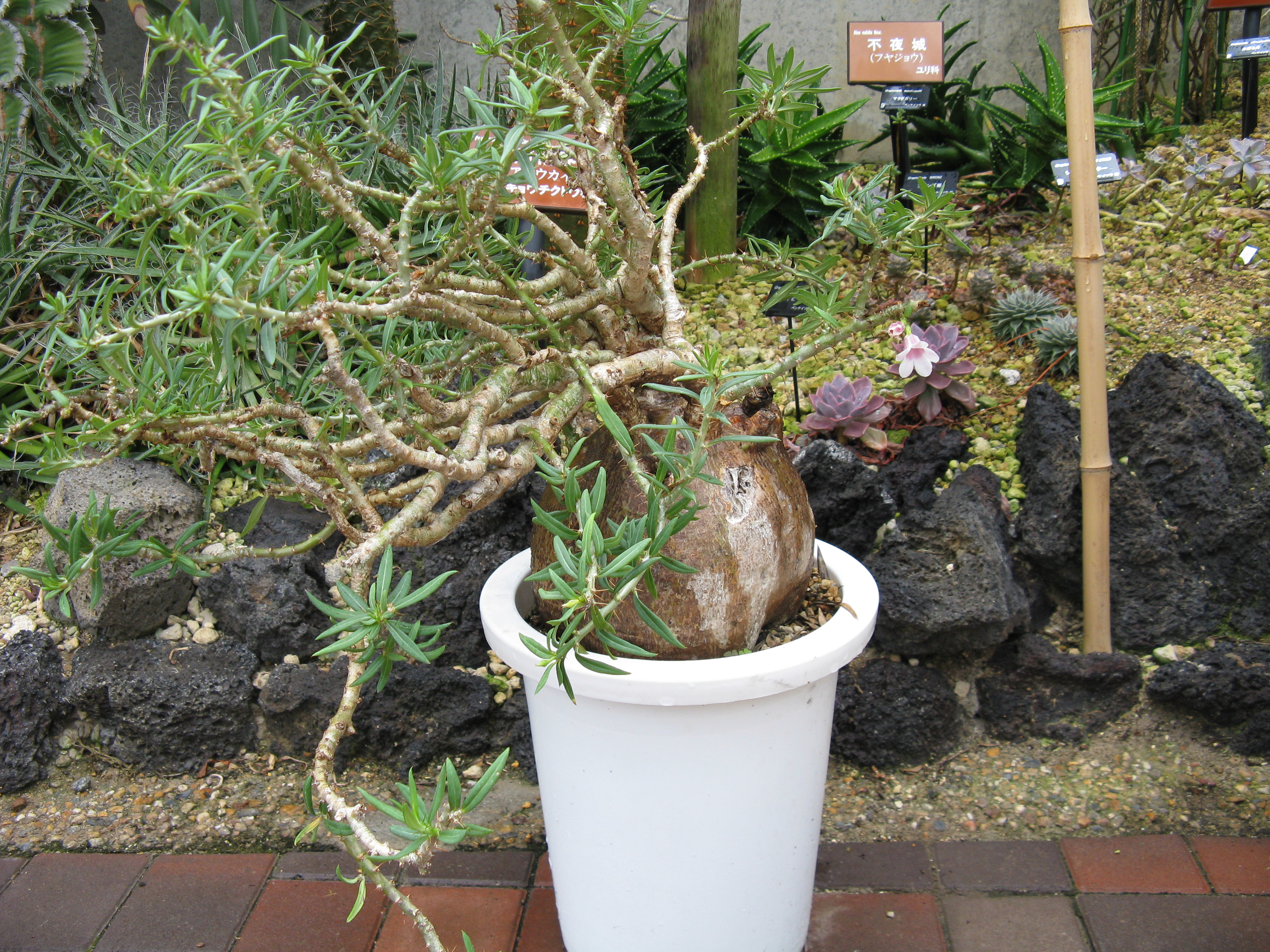